# Magnuszew (gmina)
Pour les articles homonymes, voir Magnuszew.
Magnuszew est une gmina rurale (gmina wiejska) du powiat de Kozienice dans la Voïvodie de Mazovie, dans le centre-est de la Pologne.
Son siège administratif est le village de Magnuszew, qui se situe environ 24 kilomètres au sud-est de Kozienice (siège de la powiat) et 57 kilomètres au sud-est de Varsovie (capitale de la Pologne).
La gmina couvre une superficie de 140,92 km2 pour une population de 6 595 habitants en 2006.

## Histoire
De 1975 à 1998, la gmina est attachée administrativement à la voïvodie de Radom.

Depuis 1999, elle fait partie de la voïvodie de Mazovie.

## Géographie
La gmina de Magnuszew inclut les villages et les localités de :

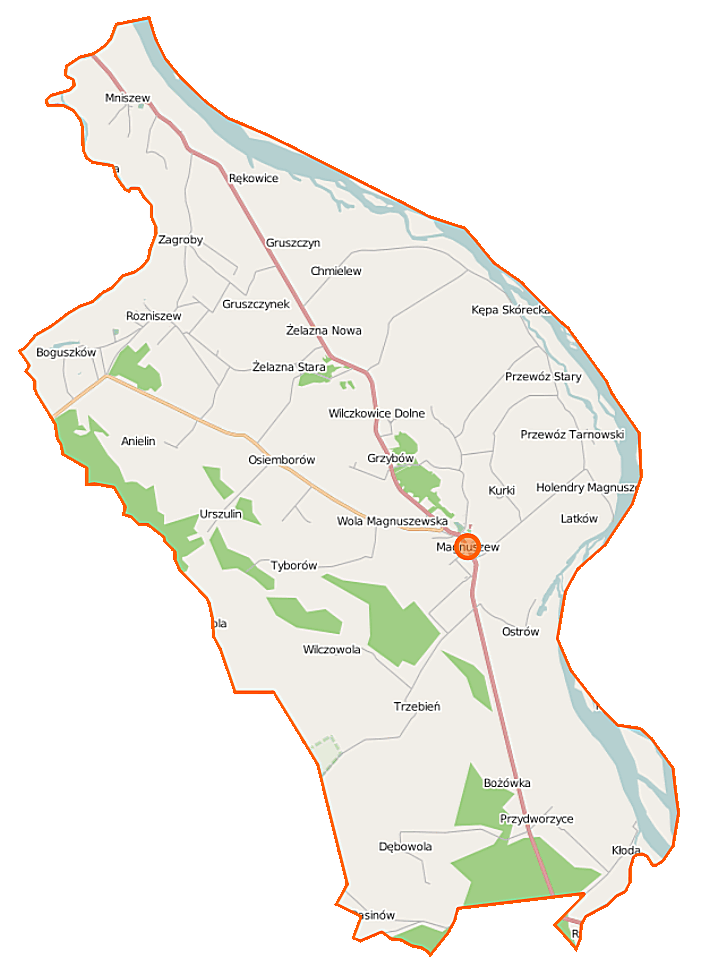
Plan de la gmina

- Aleksandrów
- Anielin
- Basinów
- Boguszków
- Bożówka
- Chmielew
- Dębowola
- Gruszczyn
- Grzybów
- Kępa Skórecka
- Kłoda
- Kolonia Rozniszew
- Kurki
- Latków
- Magnuszew
- Mniszew
- Osiemborów
- Ostrów
- Przewóz Stary
- Przewóz Tarnowski
- Przydworzyce
- Rękowice
- Rozniszew
- Trzebień
- Tyborów
- Wilczkowice Dolne
- Wilczowola
- Wola Magnuszewska
- Wólka Tarnowska
- Zagroby
- Żelazna Nowa
- Żelazna Stara

### Gminy voisines
La gmina de Magnuszew est voisine des gminy suivantes :
- Głowaczów
- Grabów nad Pilicą
- Kozienice
- Maciejowice
- Warka
- Wilga

## Structure du terrain
D'après les données de 2002, la superficie de la commune de Magnuszew est de 140,92 km², répartis comme tel :
- terres agricoles : 65%
- forêts : 20%

La commune représente 15,37% de la superficie du powiat.

## Démographie
Données du 30 juin 2004 :
| description        | Total  | Total | Femmes | Femmes | Hommes | Hommes |
| ------------------ | ------ | ----- | ------ | ------ | ------ | ------ |
| Unité              | Nombre | %     | Nombre | %      | Nombre | %      |
| population         | 6 619  | 100   | 3 212  | 48,5   | 3 407  | 51,5   |
| Densité (hab./km²) | 47     | 47    | 22,8   | 22,8   | 24,2   | 24,2   |